# Бромберг, Давид Семёнович
Давид Семенович Бромберг (идиш דוד בראָמבערג‎ — До́вид или Ду́вид Бро́мберг; 1915, Гайсин — 1998, Москва) — советский еврейский и русский поэт. Писал на идише и на русском языке. Участник Великой Отечественной войны.  Награждён медалями. Член Союза писателей СССР (1978).

## Биография
Родился 27 ноября 1915 года в городе Гайсин Подольской губернии Российской империи.
По окончании средней школы, в 1932 году приехал в Москву, где учился на рабфаке при Педагогическом институте имени А. С. Бубнова (ныне Московский педагогический государственный университет). Работал корректором в газете «Дер эмес», затем — художником-оформителем.  
Участник Великой Отечественной войны (1941—1945). Демобилизовавшись, вернулся в Москву и работал гравёром. 
Дебютировал в 1932 году. Публиковался в журнале «Юность»; газете «Зай грейт» (Харьков) и других периодических изданиях. В 1973 году в издательстве «Советский писатель» вышел его первый сборник стихов в переводе на русский язык «Седые камни» (Перевод В. Цыбина). В 1977 году — «Элтер аф а йор» («Старше на год»). 
Умер в Москве в 1998 году.
Супруга — Лея Борисовна Кизнер. Одна из изобретателей боевой машины реактивной артиллерии «Катюша».

## Сочинения

### Поэзия
- Седые камни: Стихи и сказки. / Перевод с евр. В. Цыбина, [Худож. В.И. Левинсон]. — М.: Советский писатель, 1973. — 136 с.: ил.; портр. — 10 000 экз.
- Нити городов: Стихи / Перевод с евр. В. Цыбина. — М.: Сов. писатель, 1982. — 94 с.: ил.; [Циклы: Итоги сердца; Вчерашние дни; Лица; Тебе] — 10 000 экз.
- Трава из кожи: Стихи: Пер. с евр. / [Худож. А. Ременник]. — М.: Советский писатель, 1991. — 174 с.: ил.; — 2 500 экз. ISBN 5-265-02085-3